# Oswald Kabasta
Oswald Kabasta (Mistelbach, 29 dicembre 1896 – Kufstein, 6 febbraio 1946) è stato un musicista e direttore d'orchestra austriaco.

## Vita
Nacque da Joseph, un musicista ed insegnante di origini praghesi e da Stephanie Lubowieski. Nel 1913 iniziò a frequentare i cori di musica religiosa organizzati dalla Musikakademie di Vienna nella sede di Klosterneuburg. Ottenuto nel 1916 il diploma al conservatorio, venne arruolato nell'esercito ed inviato a Brno presso il centro di addestramento militare, venendo assegnato alle truppe sul fronte italiano. Al termine della prima guerra mondiale venne congedato; rientrato nella vita civile iniziò un'attività di maestro di coro a Floridsdorf. A partire dal 1919 insegnò canto agli studenti dei corsi speciali di Traiskirchen, riunendo un gruppo prestigioso che si esibirà fino al 1926. Dal 1920 diresse l'orchestra delle terme di Baden bei Wien, conoscendo in questa località la violinista Rosa Partonek, sua futura moglie. A partire dal 1926 venne nominato Städtischer Musikdirektor di Graz, con l'incarico di guidare il teatro dell'Opera durante la stagione dei concerti. Nel 1930 venne nominato direttore dell'orchestra di Radio Vienna (RAVAG). Lasciato l'incarico presso l'Opera di Graz nel 1931, assunse il 1º novembre dello stesso anno l'incarico di professore di direzione d'orchestra presso la Musikakademie di Vienna. Nel 1933 ricevette le cariche di direttore della Gesellschaft der Musikfreunde di Vienna (Società degli Amici della Musica) e di direttore d'orchestra dei Wiener Symphoniker. Intrapresa una tournée in Italia con l'orchestra, venne ricevuto nello stesso anno dal Papa. Il 1936 lo vide impegnato in un ciclo di concerti per il 40º anniversario della morte di Anton Bruckner e in una successiva tournée in Gran Bretagna.
Nel 1938 lasciò la direzione dei Wiener Symphoniker. Nello stesso anno chiuse i festeggiamenti per i 125 anni della Gesellschaft der Musikfreunde dirigendo il 15 giugno "Das Buch mit Sieben Segeln" (Il libro dei sette sigilli) di Franz Schmidt. Il 31 ottobre assunse la direzione dei Münchner Philharmoniker. Nel 1939 compì una nuova tournée, questa volta in Germania e Austria. Nel 1940 diresse una serie di concerti a Berlino, incidendo diversi dischi con l'etichetta Electrola. Tra il 1941 ed il 1943 intraprese diversi concerti nell'Europa occupata dai Nazisti. La sua abitazione venne distrutta durante un bombardamento alleato sopra Monaco di Baviera e Kabasta fu costretto a sfollare con la moglie a Kufstein, in Tirolo. Nel 1944, con la distruzione della Tonhalle da parte degli Alleati, l'orchestra diretta da Kabasta venne sciolta dalle autorità naziste.
Kabasta fu un entusiasta sostenitore del regime nazista: dopo l'Anschluss dell'Austria nel 1938, concludeva ogni lettera con "Heil Hitler!". Alla fine della guerra, dopo che ebbe ammesso di aver chiesto l'iscrizione al Partito nazista le Autorità alleate gli vietarono di dirigere e ordinarono alla Municipalità di Monaco di non pagargli più lo stipendio. Nell'aprile del 1945 il direttore d'orchestra fu vittima di un episodio infartuale, a seguito del quale venne ricoverato d'urgenza. Durante la lunga convalescenza, protratta per diversi mesi, scrisse una lettera ad Hans Knappertsbusch, supplicandolo di intercedere per la sua riabilitazione. Scritta una lettera-testamento al borgomastro di Monaco il 4 febbraio, il 6 dello stesso mese Kabasta e la moglie si suicidarono ingerendo compresse di barbiturico. La moglie venne salvata, mentre per il maestro non ci fu nulla da fare. Venne inumato il 10 febbraio a Kufstein. La moglie di lì a pochi mesi, il 13 agosto (anniversario delle nozze d'argento) ritentò il suicidio, questa volta con successo.

## Discografia
| Etichetta | Compositore e opera                                          | Matrice                                                                                    | Numero catalogo                                                       |
| --------- | ------------------------------------------------------------ | ------------------------------------------------------------------------------------------ | --------------------------------------------------------------------- |
| Electrola | W.A. Mozart, Sinfonia n°41 in C maggiore "Jupiter", K.V. 551 | - 2RA 5013-2 - 2RA 5014-2 - 2RA 5022-3 - 2RA 5023-3 - 2RA 5015-2 - 2RA 5011-1 - 2RA 5012-2 | - DB 5648 - DB 5648 - DB 5649 - DB 5649 - DB 5650 - DB 5650 - DB 5651 |
| Electrola | W.A. Mozart, Rondò dalla Serenata n°6, K.V. 239              | 2RA 5010-2                                                                                 | DB 5651                                                               |
| Electrola | Ludwig van Beethoven, Ouverture del Coriolano, Op. 62        | - 2RA 5006-2 - 2RA 5007-2                                                                  | - DB 5636 - DB 5636                                                   |
| Electrola | Ludwig van Beethoven, Sinfonia n°8 in F maggiore, Op. 93     | - 2RA 5000-1 - 2RA 5001-2 - 2RA 5003-3 - 2RA 5002-3 - 2RA 5004-2 - 2RA 5005-1              | - DB 5639 - DB 5639 - DB 5640 - DB 5640 - DB 5641 - DB 5641           |
| Electrola | Richard Wagner, Albumblatt (arr. per violino e orchestra)    | 2RA                                                                                        | DB 5573                                                               |
| Electrola | Richard Wagner, Träume (arr. per violino e orchestra)        | 2RA                                                                                        | DB 5573                                                               |
| Columbia  | Joseph Haydn, Österreichische Bundeshymne                    | WHA 550-2                                                                                  | DV 1061                                                               |
| Electrola | Franz Schubert, Sinfonia n°3 in D maggiore, D 200            | - 2RA 4506-2 - 2RA 4507-2 - 2RA 4503-1 - 2RA 4502-2 - 2RA 4504-2 - 2RA 4505-2              | - DB 5575 - DB 5575 - DB 5576 - DB 5576 - DB 5577 - DB 5577           |
| Electrola | Giuseppe Verdi, La Forza del Destino Ouverture               | - 2RA 3563-1 - 2RA 3564-1                                                                  | - DB 4642 - DB 4642                                                   |
| Electrola | Ottorino Respighi, Impressioni Brasiliane                    | - 2RA 3561-1 - 2RA 3562-1 - 2RA 3559-1 - 2RA 3560-1                                        | - DB 4643 - DB 4643 - DB 4644 - DB 4644                               |
| Electrola | Ernst von Dohnanyi, Symponische Minuten, Op.36               | - 2RA 4510-2 - 2RA 4511-1 - 2RA 4509-2 - 2RA 4508-1                                        | - DB 5591 - DB 5591 - DB 5592 - DB 5592                               |
| Electrola | Theodor Berger, Die Legende vom Prinzen Eugen                | - 2RA 5666-2 - 2RA 5667-2                                                                  | - DB 7652 - DB 7652                                                   |